# Impost sobre la renda
L'impost sobre la renda és un impost que grava la renda de les persones físiques i en el cas de tractar-se de les rendes de les persones jurídiques constituïdes com a societats, el grava l’impost de societats.
El caràcter directe d'aquest impost és una de les seves principals característiques. En el cas de la renda de les persones físiques s'aplica directament sobre els ingressos d'aquestes. Es tracta, a més d'un impost universal, afecta a totes les persones residents al país i de caràcter progressiu, el tipus impositiu augmenta a mesura que la renda del contribuent augmenta, com a mecanisme per aconseguir equitat entre individus.
L’impost sobre la renda de les persones físiques exerceix un paper crucial en el sistema fiscal de qualsevol país. La seva importància radica en la seva capacitat per a generar ingressos significatius per a l’Estat i el seu impacte directe en la distribució de la càrrega fiscal entre els contribuents. La imposició sobre els ingressos o renda de les persones físiques és avui un component ineludible dels sistemes fiscals moderns, de forma particular cerca l’aplicació dels principis de capacitat econòmica, equitat i redistribució de la riquesa i representa una font important d’ingressos per a l’Estat.
La importància de l'impost sobre la renda de les persones físiques no només està en la seva contribució financera als pressupostos públics (de mitjana, l'impost sobre la renda de les persones físiques és la segona font més important d'ingressos fiscals d'acord amb la classificació fiscal d'Eurostat), sinó també en el seu impacte en altres polítiques governamentals i objectius (per exemple, un creixement econòmic, una redistribució, la competitivitat del país, el funcionament dels mercats laborals o el federalisme fiscal) alhora.

## Concepte de renda
El concepte de renda, proposat per l'estudiós jurídic alemany Georg von Schanz el 1896 i desenvolupat encara més pels economistes estatunidencs Robert M. Haig i Henry C. Simons als anys 1920 i 1930, es defineix com el valor monetari de l'increment net de la capacitat de consum d'un individu durant un període, és a dir, la suma algebraica del consum que realitza una persona en un període determinat de temps, més el canvi de valor del seu patrimoni durant aquest mateix període.
Segons Haig, la renda és «augment de poder d'una persona per satisfer les seves necessitats en un període establert pel fet que aquest poder consisteix en els diners en si, o qualsevol cosa valorable en termes monetaris o, de forma més senzilla, la renda és el valor monetari de l'augment net del poder econòmic d'una persona en un període fix de temps»
D'aquí es determinaria la mesura de la base de l'impost sobre la renda igual a la suma del consum i el canvi en el patrimoni net. La doctrina tributària pel que fa a l'impost sobre la renda en destaca el seu caràcter sintètic. Mitjançant el gravamen sintètic, s'aconsegueix un tractament uniforme de tots els rendiments obtinguts pel contribuent amb independència de la font o origen d'aquests.

## Característiques de l'impost
L'impost sobre la renda és l'exemple més comú dels impostos directes, són impostos on la incidència no es pot desplaçar, s'apliquen sobre una manifestació directa o immediata de la capacitat econòmica, com ara obtenir una renda o la possessió d'un patrimoni. Els impostos directes graven el patrimoni, els ingressos o qualsevol altra manifestació directa de la riquesa d'una persona. Per exemple, un habitatge, un terreny o un salari. Es paga a l'Estat per allò que es té i per allò que s'ingressa. En són altres exemples l'impost sobre societats sobre les empreses, l'impost sobre plusvàlua o impost sobre l'increment de valor dels terrenys de naturalesa urbana, impost sobre bens immobles o equivalents com el Grundsteuer a Alemanya, impostos sobre terres urbanístiques
L'àmbit de la imposició directa no està regulat directament per la legislació de la Unió Europa. Tot i això, hi ha diverses directives i la jurisprudència del Tribunal de Justícia de la Unió Europea que fixen normes harmonitzades en relació amb la fiscalitat de les societats i de les persones físiques. A més a més, s'han adoptat mesures per prevenir l'evasió fiscal i la doble imposició. Pel que fa a la fiscalitat de les persones físiques, i en concret a l'impost sobre la renda, la fiscalitat dels treballadors o pensionistes que reben el seu salari o pensió en un estat membre, però viuen o tenen familiars a càrrec seu en un altre estat membre sempre ha estat una qüestió controvertida. En general, s'ha evitat la doble imposició mitjançant convenis bilaterals. La integració a l'àmbit de la fiscalitat directa de les persones físiques ha evolucionat, més que per propostes legislatives, mitjançant resolucions del Tribunal de Justícia. L'octubre del 2017, el Consell va adoptar la Directiva (UE) 2017/1852 per tal de millorar els actuals mecanismes de resolució de litigis en matèria de doble imposició a la Unió Europea.
L'impost sobre la renda de les persones físiques és un tribut de caràcter personal que grava les rendes, salaris o ingressos, d’acord amb les seves circumstàncies personals i familiars i segons els principis d’igualtat, generalitat i progressivitat. Es caracteritza per ser:
- Progressiu: utilitza un tipus impositiu marginal que augmenta a mesura que augmenta la quantitat d'ingressos imposables, per tant eficaç en la distribució de la renda.[18]
- Eficient: es poden obtenir més ingressos a un cost més baix mitjançant la retenció de l'impost sobre la renda en origen, la qual cosa permet un flux d'ingressos estable al govern. Si es dissenya correctament pot ser fàcil d'entendre i complir i, per tant, més eficient pel seu cobrament.[19]

L'impost sobre la renda a Espanya és el segon instrument més redistributiu, després de les pensions. La seva capacitat per corregir la desigualtat ha estat reduint-se en el temps pel procés de reducció dels tipus impositius.
Encara que la tendència comuna dels sistemes tributaris ha estat la simplificació de les diferents figures i la baixa dels tipus impositius, els impostos i sobretot, la imposició personal sobre la renda, continua tenint un paper rellevant com a instrument corrector de la desigualtat. Els estudis comparats troben que l'efecte redistributiu d'aquests impostos està més determinat per la seva recaptació que per la seva progressió. La tendència comuna de reduir els tipus, sense perdre la progressivitat, explicaria, per tant, la pèrdua gradual de capacitat redistributiva de l'impost.

## Tipus d'imposts sobre la renda
Hi ha diverses variants en l'aplicació dels imposts sobre la renda, segons el país, i poden ser progressius, proporcionals o regressius.

### Impost proporcional
Els imposts proporcionals són aquells en què el tipus impositiu es manté constant independentment de la base imposable i en conseqüència, el tipus mitjà coincideix amb el marginal. Un exemple d’impost proporcional és l'impost sobre el valor afegit, ja que grava amb un mateix tipus impositiu un mateix grup de béns, independentment del valor de la base imposable.

### Impost regressiu
En el cas d'un impost regressiu és el que en teoria el tipus impositiu disminueix a mesura que augmenta la base contributiva, a la pràctica el terme regressiu s'aplica quan un impost grava en una proporció menor als contribuents de renda alta i, en canvi, representa una càrrega més gran per als contribuents de renda més baixa.

### Impost progressiu
Un impost progressiu és el que té una taxa impositiva que augmenta a mesura que augmenta la base, és a dir que en teoria grava un percentatge més elevat del salari a les persones que tenen ingressos més elevats que a les persones que tenen menors ingressos. En la realitat tributària de molts estats, les grans escapatòries a l'estructura contributiva redueixen l'efecte progressiu de la taxa. L'impost progressiu més típic és precisament l'impost sobre la renda. Seria un impost que recaptés, per exemple, un 1% del pensionista que guanya 1.000 euros mensuals i un 50% al futbolista que guanya dos milions d'euros mensuals. Es tracta del tipus d'impost que recapta més diners. A les democràcies actuals és el tipus d'impost escollit pels imposts sobre la renda. Se solen dividir els salaris en seccions o rangs, anomenats trams, i s'assigna un percentatge diferent a cada un. Alguns països tenen trams (els inferiors) en els quals no cal pagar imposts, o fins i tot amb imposts negatius, és a dir, que la persona rep una certa quantitat.